# Konfederační pohár FIFA 2017
Konfederační pohár FIFA 2017 byl 10. ročníkem Konfederačního poháru FIFA. Probíhal v Rusku od 17. června do 2. července 2017.

## Kvalifikované týmy
| Tým         | Konfederace | Kvalifikace                                | Datum zajištění účasti | Počet účastí |
| ----------- | ----------- | ------------------------------------------ | ---------------------- | ------------ |
| Rusko       | UEFA        | hostitel Mistrovství světa ve fotbale 2018 | 2. prosince 2010       | 1            |
| Německo     | UEFA        | vítěz Mistrovství světa ve fotbale 2014    | 13. července 2014      | 3            |
| Austrálie   | AFC         | vítěz Mistrovství Asie ve fotbale 2015     | 31. ledna 2015         | 4            |
| Chile       | CONMEBOL    | vítěz Copa América 2015                    | 4. června 2015         | 1            |
| Mexiko      | CONCACAF    | vítěz Zlatého poháru CONCACAF 2015         | 10. října 2015         | 7            |
| Nový Zéland | OFC         | vítěz Oceánského poháru národů 2016        | 11. června 2016        | 4            |
| Portugalsko | UEFA        | vítěz Mistrovství Evropy ve fotbale 2016   | 10. července 2016      | 1            |
| Kamerun     | CAF         | vítěz Afrického poháru národů 2017         | 12. února 2017         | 3            |

## Místa konání
| Petrohrad                       | Moskva Petrohrad Kazaň Soči | Moskva                  |
| ------------------------------- | --------------------------- | ----------------------- |
| Piter Arena                     | Moskva Petrohrad Kazaň Soči | Otkrytie Arena          |
| Kapacita: 66 881 (nový stadion) | Moskva Petrohrad Kazaň Soči | Kapacita: 44 829        |
|                                 | Moskva Petrohrad Kazaň Soči |                         |
| Kazaň                           | Moskva Petrohrad Kazaň Soči | Soči                    |
| Kazan Arena                     | Moskva Petrohrad Kazaň Soči | Olympijský stadion Fišt |
| Kapacita: 45 015                | Moskva Petrohrad Kazaň Soči | Kapacita: 47 659        |
|                                 | Moskva Petrohrad Kazaň Soči |                         |

## Základní skupiny
Všechny časy jsou uvedeny v Moskevském času (UTC+3).

### Určení pořadí ve skupinách
Nejlepší dva týmy postupují do semifinále. Pořadí týmů ve skupinách se určuje takto:
1. body získané ze všech zápasů ve skupinách;
2. rozdíl skóre ze všech zápasů;
3. počet vstřelených gólů ve všech zápasech;
4. body získané ve vzájemných zápasech týmů, které mají shodu po prvních třech kritériích;
5. rozdíl skóre ze zápasů těchto týmů;
6. počet vstřelených gólů v zápasech těchto týmů;
7. body za fair play
  - první žlutá karta: minus 1 bod;
  - červená karta po druhé žluté kartě: minus 3 body;
  - červená karta přímo: 4 body;
  - žlutá karta a přímá červená karta: minus 5 bodů;
8. los, který provede Organizační výbor FIFA.

### Skupina A
| Tým         | Z | V | R | P | VG | IG | +/− | B |
| ----------- | - | - | - | - | -- | -- | --- | - |
| Portugalsko | 3 | 2 | 1 | 0 | 7  | 2  | +5  | 7 |
| Mexiko      | 3 | 2 | 1 | 0 | 6  | 4  | +2  | 7 |
| Rusko       | 3 | 1 | 0 | 2 | 3  | 3  | 0   | 3 |
| Nový Zéland | 3 | 0 | 0 | 3 | 1  | 8  | −7  | 0 |

### Skupina B
| Tým       | Z | V | R | P | VG | IG | +/− | B |
| --------- | - | - | - | - | -- | -- | --- | - |
| Německo   | 3 | 2 | 1 | 0 | 7  | 4  | +3  | 7 |
| Chile     | 3 | 1 | 2 | 0 | 4  | 2  | +2  | 5 |
| Austrálie | 3 | 0 | 2 | 1 | 4  | 5  | −1  | 2 |
| Kamerun   | 3 | 0 | 1 | 2 | 2  | 6  | −4  | 1 |

## Play off

### Semifinále
| 28. června 2017 16:00 |          |       |                                   |
| Portugalsko           | 0:0 (pp) | Chile | Kazan Arena, Kazaň diváci: 40 855 |
|                       | Report   |       | Kazan Arena, Kazaň diváci: 40 855 |

|                        |     | Penaltový rozstřel     |  |
| Quaresma Moutinho Nani | 0:3 | Vidal Aránguiz Sánchez |  |

| 29. června 2017 21:00                   |        |            |                                              |
| Německo                                 | 4:1    | Mexiko     | Olympijský stadion Fišt, Soči diváci: 37 923 |
| Goretzka 6', 8' Werner 59' Younes 90+1' | Report | Fabián 89' | Olympijský stadion Fišt, Soči diváci: 37 923 |

### O 3. místo
| 2. července 2017 15:00        |          |                |                                       |
| Portugalsko                   | 2:1 (pp) | Mexiko         | Otkrytie Arena, Moskva diváci: 42 659 |
| Pepé 90+1' Adrien 104' (pen.) | Report   | Neto 24' (vl.) | Otkrytie Arena, Moskva diváci: 42 659 |

### Finále
| 2. července 2017 21:00 |        |            |                                              |
| Chile                  | 0:1    | Německo    | Krestovsky Stadium, Petrohrad diváci: 57 268 |
|                        | Report | Stindl 44' | Krestovsky Stadium, Petrohrad diváci: 57 268 |

## Vítěz
| Konfederační pohár FIFA 2017 Německo |